# Mechanicsburg (Virginia)
Mechanicsburg es un lugar designado por el censo ubicado en el condado de Bland en el estado estadounidense de Virginia. En el Censo de 2020 tenía una población de 81 habitantes y una densidad poblacional de 65,32 habitantes por km².

## Geografía
Mechanicsburg se encuentra ubicado en las coordenadas 37°08′56″N 80°56′26″O / 37.14889, -80.94056. Según la Oficina del Censo de los Estados Unidos,  tiene una superficie total de 1,24 km², todos correspondientes a tierra firme.